# Lathys mallorcensis
Lathys mallorcensis es una especie de araña de la familia Dictynidae. Es endémica de Mallorca (España).